# Clasa 77

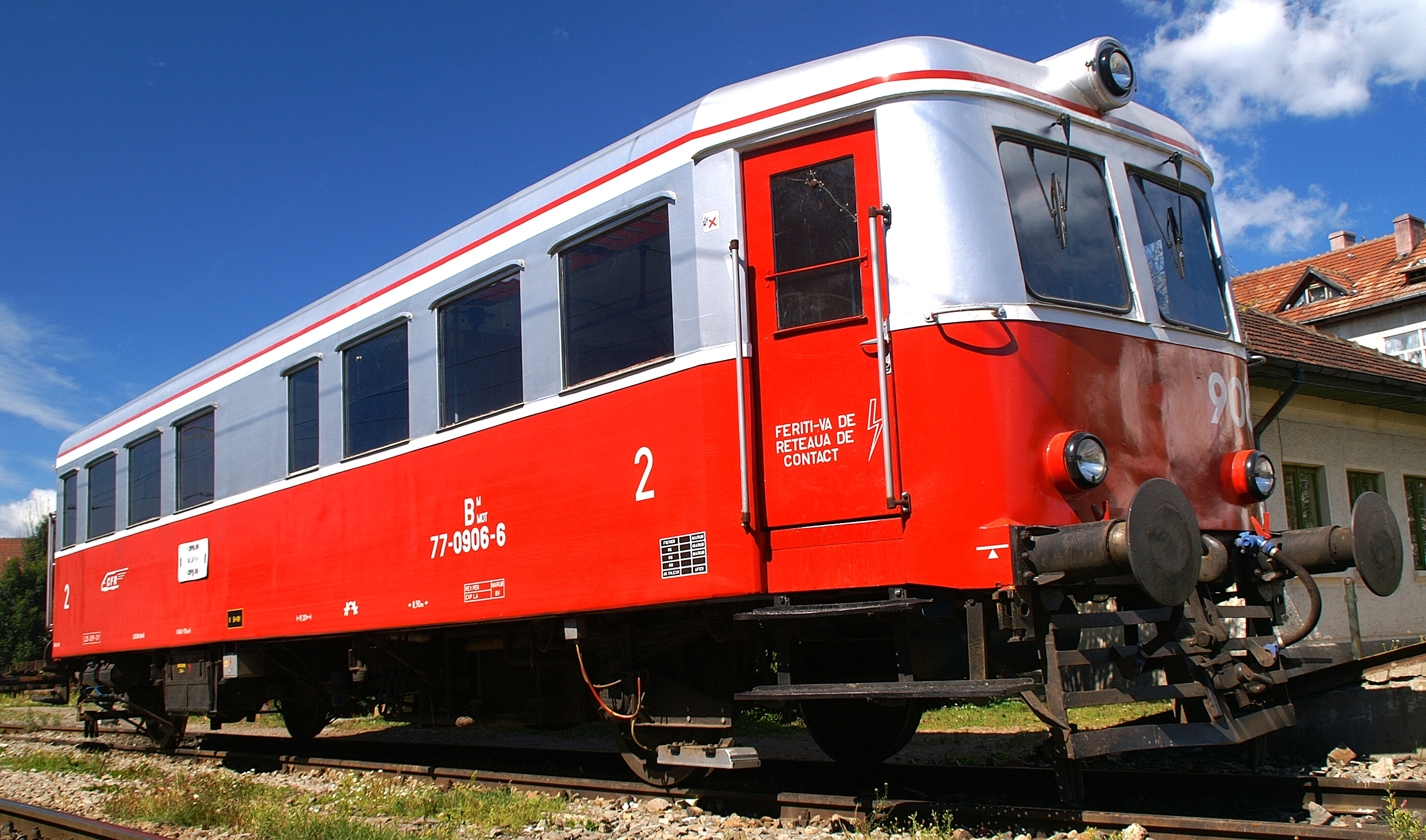
Automotoarele clasa 77

Automotoarele clasa 77 (cunoscute și ca Malaxa S900) sunt cele mai vechi automotoare folosite și azi de compania națională CFR călători. Acestea au fost construite intre anii 1935 - 1942 de către Uzinele Malaxa și Uzinele Astra. Acestea sunt automotoare simple, pe două osii. În prezent sunt folosite pe linii secundare.  

## Istorie
După cum a fost cazul și la clasa 78 (Malaxa S700), automotoarele Malaxa S900 au fost construite sub licența Uzinelor Ganz din Ungaria. Modelul de la care s-au inspirat uzinele Malaxa pentru automotoarele S900 a fost automotorul 604.03, construit de Ganz pentru Căile Ferate Belgiene. Automotorul 604.03 a fost construit in anul 1934.          
În perioada 1960-1972 au avut reparații capitale realizate de Uzina mecanică de material rulant Brașov. Tot atunci cutia a fost vopsită în verde cu o dungă galbenă. 
În perioada 2000-2008, automotoarele au avut o reparație capitală în care scaunele au fost înlocuite cu unele de plastic și cutia vopsită în gri cu o dungă roșie mare. Câteva automotoare au fost vopsite în verde deschis cu un semicerc galben sau în gri și o dungă mare albastră.
În perioada 2016-2020, o parte dintre automotoare au avut o reparație capitală în care au fost vopsite în roșu și un semicerc gri. Automotoarele care nu au avut această reparație capitală, au fost abandonate.
Automotoarele modernizate au număr UIC, iar cele care nu, au un număr de forma 9**.
De precizat că automotoarele cu numerele 901, 911, 915, 921, 945 (și probabil altele) provin din transformarea unor vagoane de călători. (901, 911, 915 și 921 originale au fost pierdute/distruse după al Al Doilea Război Mondial), unele chiar cu cutie de lemn (945), care au fost renumerotate cu numerele automotoarelor pierdute/distruse după al Doilea Război Mondial. În cadrul reparațiilor capitale din anii'60, aceste automotoare au fost aduse la nivelul celor de construcție nouă.
Au fost făcute experimente cu unele automotoare, acestea constau în schimbarea cutiei cu una "Aerodinamică" , asemănătoare cu cele ale Automotoarelor clasa 78, mai există 5 asemenea unități: 77-0982-7 (expus în Teiuș), 77-0955-3 (abandonat în depoul Brașov), 77-0938-9 (exponat la Depoul Dej Triaj), 77-0927-0 (abandonată la dep. Palas), 77-0141-0.

## Utilizare
În privința transportului de călători, astfel de automotoare aparțin depourilor: Arad, Pitești, Ploiesti, Suceava, Timișoara.
Pe lângă transportul de călători, unele automotoare aparțin administrației (923 - conservat la Jebel; 950 - Buzău) și automotorul 949 aparține de CFR Marfă.